# Парламентські вибори в Україні 2002
Українські парламентські вибори 2002 року відбулися 31 березня. Половина депутатів Верховної Ради  обиралися на пропорційній основі в загальнодержавному окрузі, іншу половину було обрано в одномандатних округах. Прохідний бар'єр для партій і блоків становив 4%. У мажоритарних округах діяла система відносної більшості.

## Явка виборців
Загалом, за даними Центральної Виборчої Комісії, явка виборців склала — 65.22%. Це досить високий показник активності виборців для України. Найактивніше голосували у Тернопільській, Волинській та Рівненській областях, найменш активними були виборці Одеської області, АР Криму та міст Києва і Севастополя.

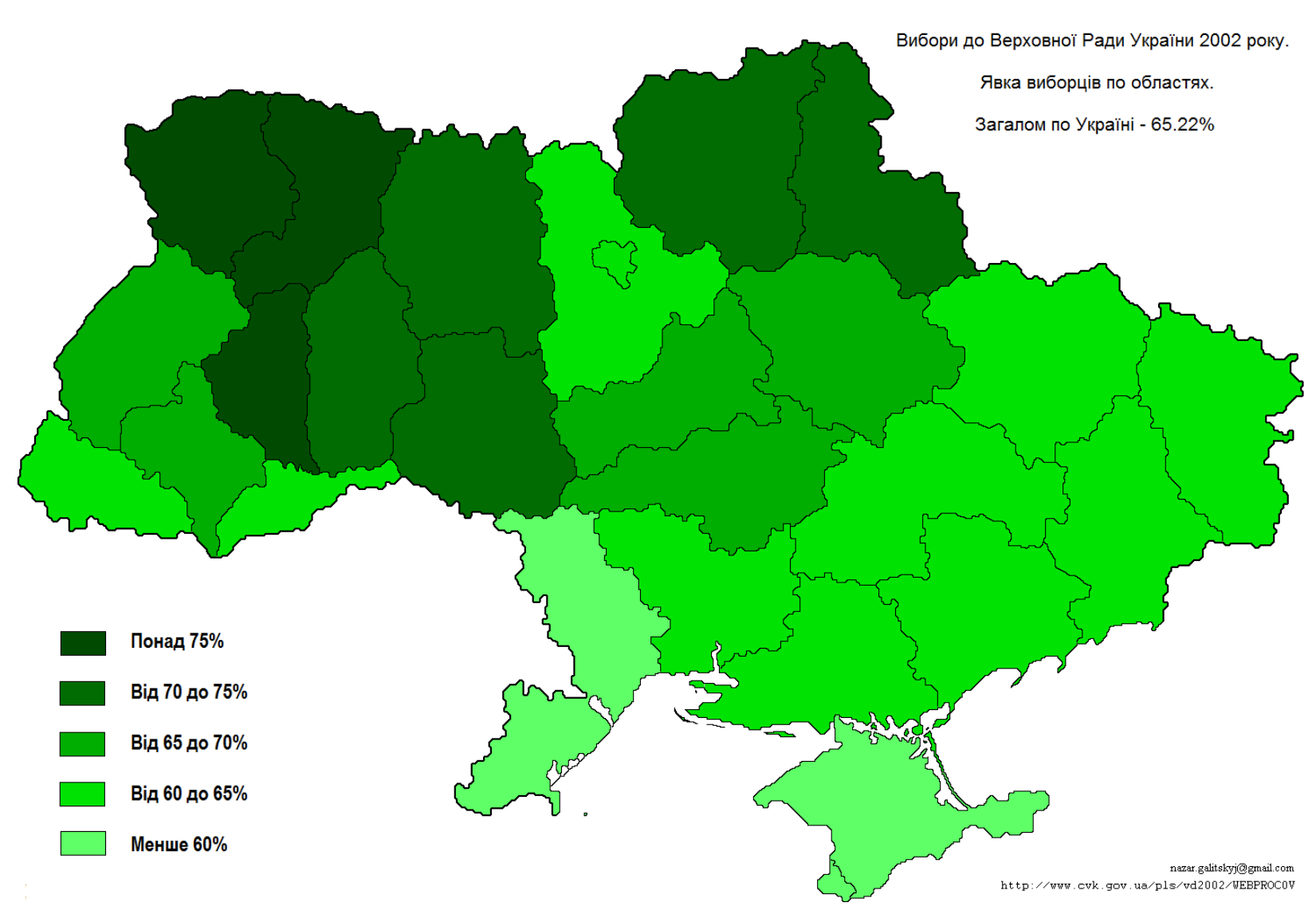
Явка виборців по областях

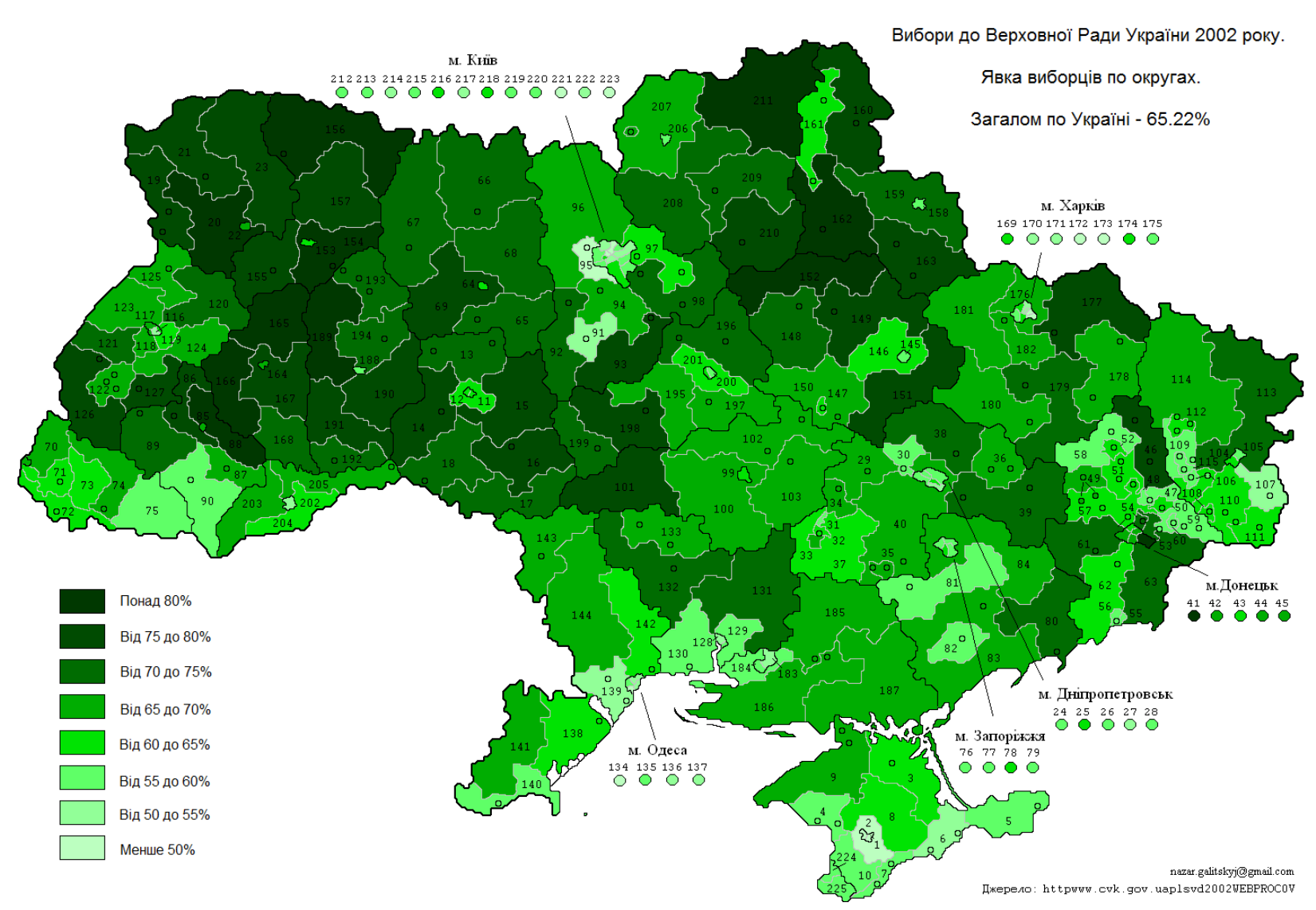
Явка виборців по округах

## Повторні вибори
14 липня 2002 року відбулися повторні вибори в трьох мажоритарних округах: № 18 (Вінницька область), № 35 (Дніпропетровська область) та № 201 (Черкаська область), у яких вибори 31 березня 2002 року ЦВК не визнала.
Для контролю за дотриманням законності при проведенні цих повторних виборів Верховна Рада утворила тимчасову спеціальну комісію.

## Результати
З 33-х політичних партій і блоків, які брали участь у виборах, 6 партій пройшли встановлений 4% бар'єр і зарезервували місця у парламенті:
- Блок Віктора Ющенка «Наша Україна» 23,57%
- Комуністична партія України 19,98%
- За єдину Україну! 11,77%
- Блок Юлії Тимошенко 7,26%
- Соціалістична партія України 6,87%
- Соціал-демократична партія України (об'єднана) 6,27%

При цьому західні та північні області віддали перевагу блоку Наша Україна, Південні та східні регіони — Комуністичній партії України, Донецька область віддала перевагу блоку За єдину Україну!, Соціалісти мали перевагу у ряді районів Полтавської та Черкаської областей.
Блок «Наша Україна» став найбільшою фракцією у Верховній Раді, завоювавши 111 з 447 місць. Організація з безпеки і співробітництва в Європі відзначила в той час, що було фізичне насильство і переслідування кандидатів і агітаторів, пов'язаних з опозиційними політичними партіями перед березневими виборами.

## Формування парламентських фракцій
|  | Фракція                                        | За списком | В округах | Самовисуванці | Депутати | %    |
|  | ---------------------------------------------- | ---------- | --------- | ------------- | -------- | ---- |
|  | Блок «Наша Україна»                            | 70         | 42        | 7             | 119      | 26,6 |
|  | Комуністична партія України                    | 59         | 6         | -             | 65       | 14,5 |
|  | За єдину Україну!                              | 35         | 86        | 54            | 175      | 39,2 |
|  | Блок Юлії Тимошенко                            | 22         | -         | 1             | 23       | 5,2  |
|  | Соціалістична партія України                   | 20         | 2         | -             | 22       | 4,9  |
|  | Соціал-демократична партія України (об'єднана) | 19         | 8         | 4             | 31       | 6,9  |
|  | Позафракційні                                  | -          | 12        | -             | 12       | 2,7  |

## Детальна таблиця
Детальні результати виборів видно із наступної таблиці. Жирним шрифтом показано партії, представники яких пройшли в парламент, і безпартійні.

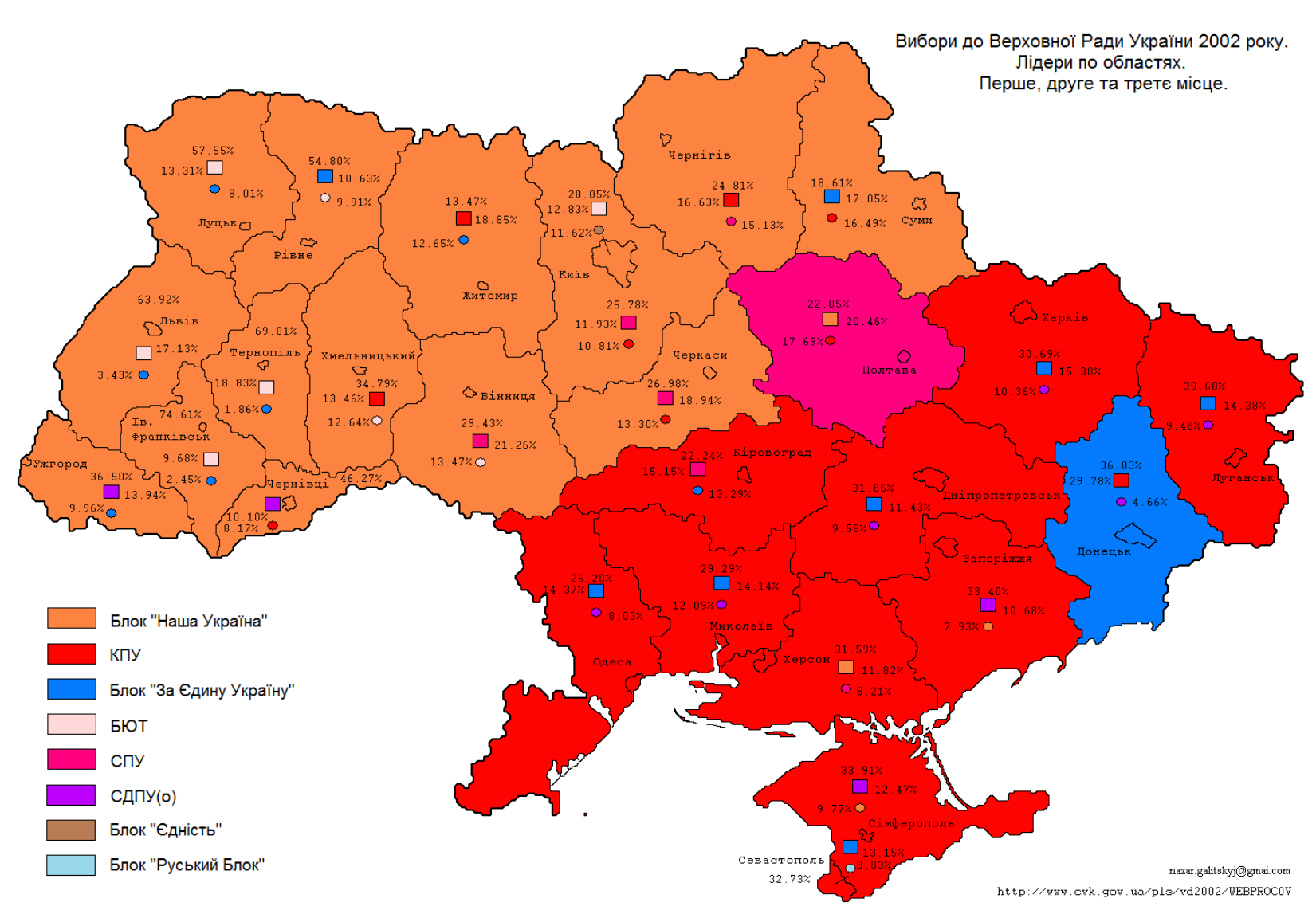
Лідери по областях. Перше, друге та третє місце.

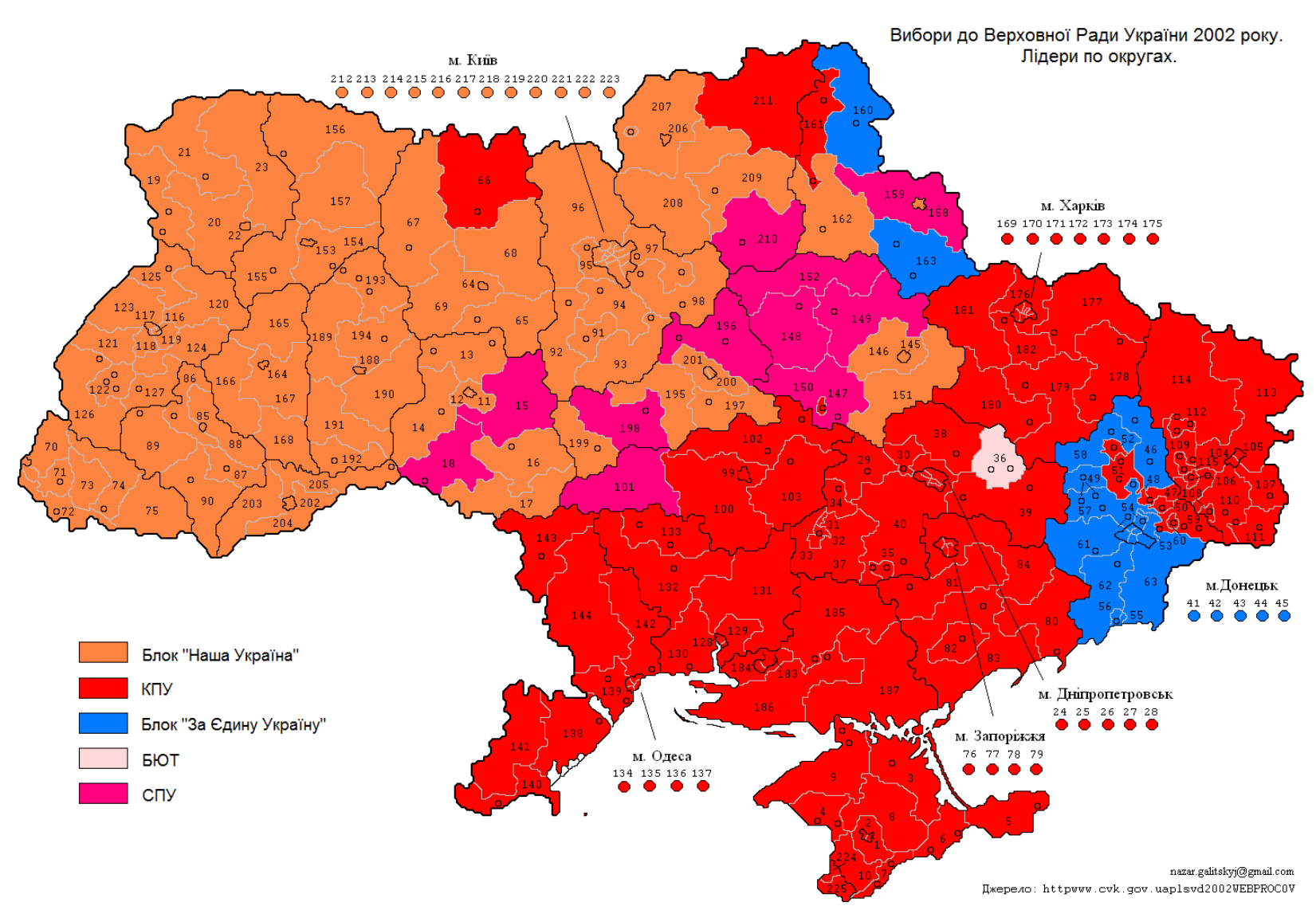
Лідери по округах

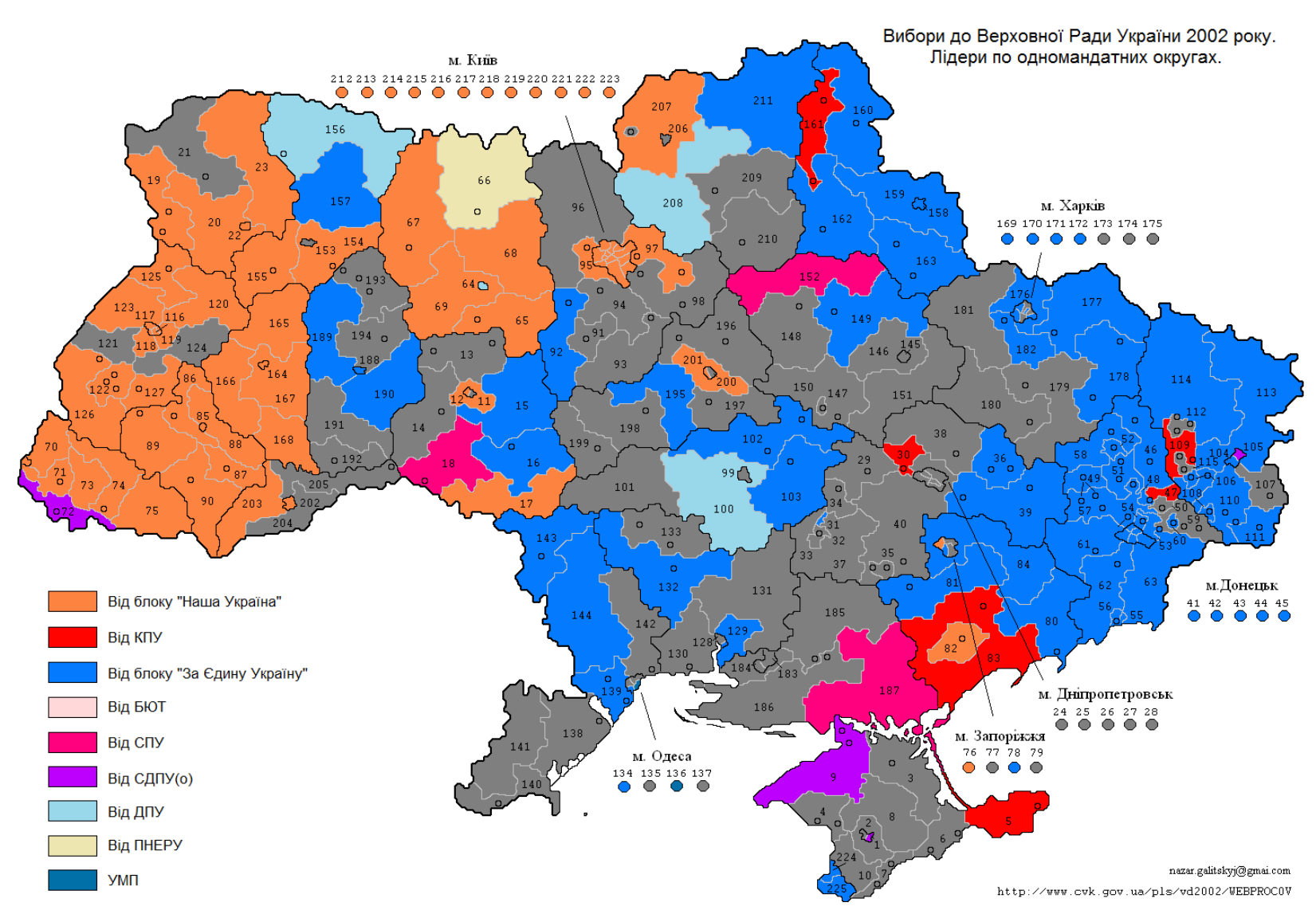
Лідери по одномандатних округах

| 1  | Блок „Наша Україна“                                      | 23,57  | 70  | 42  | 112 |  |  |
| 2  | Комуністична партія України                              | 19,98  | 59  | 6   | 65  |  |  |
| 3  | Блок партій „За Єдину Україну“                           | 11,77  | 35  | 66  | 101 |  |  |
| 4  | Блок Юлії Тимошенко                                      | 7,26   | 22  | —   | 22  |  |  |
| 5  | Соціалістична партія України                             | 6,87   | 20  | 3   | 23  |  |  |
| 6  | Соціал-демократична партія України (об'єднана)           | 6,27   | 19  | 5   | 24  |  |  |
|    |                                                          |        |     |     |     |  |  |
| 7  | Блок Наталії Вітренко                                    | 3,22   | —   | —   | 0   |  |  |
| 8  | Всеукраїнське політичне об'єднання „Жінки за майбутнє“   | 2,11   | —   | —   | 0   |  |  |
| 9  | Команда озимого покоління                                | 2,02   | —   | —   | 0   |  |  |
| 10 | Комуністична партія України (оновлена)                   | 1,39   | —   | —   | 0   |  |  |
| 11 | Партія зелених України                                   | 1,30   | —   | —   | 0   |  |  |
| 12 | Партія «Яблуко»                                          | 1,15   | —   | —   | 0   |  |  |
| 13 | Блок „Єдність“                                           | 1,09   | —   | 3   | 3   |  |  |
| 14 | Демократична партія України — Демократичний союз         | 0,87   | —   | 4   | 4   |  |  |
| 15 | Партія „Нове покоління України“                          | 0,77   | —   | —   | 0   |  |  |
| 16 | Партія «Русский блок»                                    | 0,73   | —   | —   | 0   |  |  |
| 17 | Блок „ЗУБР“                                              | 0,43   | —   | —   | 0   |  |  |
| 18 | Комуністична партія робочих і селян                      | 0,41   | —   | —   | 0   |  |  |
| 19 | Селянська партія України                                 | 0,37   | —   | —   | 0   |  |  |
| 20 | Партія реабілітації народу України                       | 0,35   | —   | —   | 0   |  |  |
| 21 | Всеукраїнська партія трудящих                            | 0,34   | —   | —   | 0   |  |  |
| 22 | Всеукраїнське об'єднання християн                        | 0,29   | —   | —   | 0   |  |  |
| 23 | Соціал-демократична партія України                       | 0,26   | —   | —   | 0   |  |  |
| 24 | Блок Народного руху України                              | 0,16   | —   | —   | 0   |  |  |
| 25 | Блок «Проти всіх»                                        | 0,11   | —   | —   | 0   |  |  |
| 26 | Українська морська партія                                | 0,11   | —   | 1   | 1   |  |  |
| 27 | Народна партія вкладників і соціального захисту          | 0,10   | —   | —   | 0   |  |  |
| 28 | Всеукраїнська партія „Нова сила“                         | 0,10   | —   | —   | 0   |  |  |
| 29 | Український християнський рух                            | 0,09   | —   | —   | 0   |  |  |
| 30 | Партія всеукраїнського об'єднання лівих „Справедливість“ | 0,08   | —   | —   | 0   |  |  |
| 31 | Українська національна асамблея                          | 0,04   | —   | —   | 0   |  |  |
| 32 | Блок „Новий світ“                                        | 0,04   | —   | —   | 0   |  |  |
| 33 | Партія „Ліберальна Україна“                              | 0,03   | —   | —   | 0   |  |  |
| 34 | Партія національно-економічного розвитку України         | —      | —   | 1   | 1   |  |  |
|    | Безпартійні                                              | —      | —   | 94  | 94  |  |  |
|    | Усього                                                   | 100,00 | 225 | 225 | 450 |  |  |

Рівень підтримки партій та блоків, які подолали 4%-й бар'єр та пройшли до Верховної Ради України по областях:
|                     |  |                              |  |                         |  |
| Блок «Наша Україна» |  | Комуністична партія України  |  | Блок «За Єдину Україну» |  |
|                     |  |                              |  |                         |  |
| Блок Юлії Тимошенко |  | Соціалістична партія України |  |                         |  |